# Casbia fasciata
Casbia fasciata là một loài bướm đêm trong họ Geometridae.